# EEA1
ЕЕА1 (от англ. early endosome antigen 1) — внутриклеточный белок, антиген ранних эндосом, который связывает фосфолипидные везикулы, содержащие фосфатидилинозитол-3-фосфат. Связывание осуществляется за счёт FYVE домена белка и приводит к образованию димера.

## Структура и свойства
ЕЕА1 представляет собой мембранный белок массой 162 кДа, который специфически связывается с фосфатидилинозитол-3-фосфатом. Содержит два специальных домена: FYVE домен и цинковый палец. Первый отвечает за связывание ЕЕА1 с фосфолипидом, а второй с белком RAB5 и RAB5-ГТФ. В клетке ЕЕА1 может находиться в цитоплазме, ранних эндосомах или на периферической мембране.

## Применение в клеточной биологии
Ранние эндосомы — клеточные органеллы, которые получают только что поглощённый клеткой материал. Они сортируют материал в зрелые эндосомы или лизосомы либо рециркулируют его обратно из клетки. ЕЕА1 используется в клеточной биологии как маркёр ранних эндосом.